# Drljača
Drljača falu Horvátországban, Sziszek-Monoszló megyében. Közigazgatásilag Sunjához tartozik.

## Fekvése
Sziszek városától légvonalban 18, közúton 26 km-re délkeletre, községközpontjától  légvonalban 4, közúton 5 km-re nyugatra, a sziszeki Szávamentén, Petrinjci, Četvrkovac és Mala Paukova között, a Gradusa-patak mentén fekszik.

## Története
A térség török alóli felszabadítása után, a 18. század elején pravoszláv lakossággal betelepített falvak közé tartozik. A falu 1773-ban az első katonai felmérés térképén „Dorf Derlyacha” néven szerepel. A településnek 1857-ben 257, 1910-ben 362 lakosa volt. Zágráb vármegye Petrinyai járásához tartozott.
A délszláv háború előtt lakosságának 78%-a szerb, 8%-a horvát nemzetiségű volt. 1991. június 25-én a független Horvátország része lett. A délszláv háború idején szerb lakossága a JNA erőihez csatlakozott. A Krajinai Szerb Köztársasághoz tartozott. A falut 1995. augusztus 5-én a Vihar hadművelettel foglalta vissza a horvát hadsereg. A szerb lakosság nagy része elmenekült. A településnek 2011-ben 277 lakosa volt.

## Népesség
| Lakosság változása | Lakosság változása | Lakosság változása | Lakosság változása | Lakosság változása | Lakosság változása | Lakosság változása | Lakosság változása | Lakosság változása | Lakosság változása | Lakosság változása | Lakosság változása | Lakosság változása | Lakosság változása | Lakosság változása | Lakosság változása |
| ------------------ | ------------------ | ------------------ | ------------------ | ------------------ | ------------------ | ------------------ | ------------------ | ------------------ | ------------------ | ------------------ | ------------------ | ------------------ | ------------------ | ------------------ | ------------------ |
| 1857               | 1869               | 1880               | 1890               | 1900               | 1910               | 1921               | 1931               | 1948               | 1953               | 1961               | 1971               | 1981               | 1991               | 2001               | 2011               |
| 257                | 606                | 0                  | 299                | 350                | 362                | 355                | 763                | 457                | 488                | 574                | 482                | 496                | 538                | 385                | 277                |

## Nevezetességei
Szent Lázár cár tiszteletére szentelt pravoszláv parochiális temploma 1895-ben épült bizánci stílusban. Belsejét ugyanebben az évben a zágrábi szakképző iskola diákjai festették ki. 1941 júliusában az usztasák lerombolták, parókusát Nikola Vučkovićot a Sziszek melletti Brezovica-erdőbe hurcolták, ahol meggyilkolták. Az egykori templom alapjai ma is látszanak a Sunjáról Paukova felé menő út nyugati oldalán.